# Néo Faust
Pour l’article homonyme, voir Faust.
Néo Faust (ネオ・ファウスト, Neo fausuto) est un seinen manga d'Osamu Tezuka prépublié dans le journal Asahi Shinbun en 1988. La version française est éditée en un volume par les Éditions FLBLB en août 2016.
Il s'agit de l'une des dernières œuvres du mangaka. 

## Synopsis
En février 1970, au plus fort des manifestations étudiantes, Ichinoseki, professeur d'université vieillissant et spécialiste mondial en génie génétique est désespéré. En effet, malgré toute une vie de recherche, il ne pourra jamais percer les secrets de la vie et l'univers. Il tente alors de se suicider sur le campus, mais un démon féminin apparaît pour lui proposer un marché : en échange de son âme, Ichinoseki aura droit à une seconde vie. Ainsi, il pourra rajeunir et enfin découvrir l'essence de la vie et les mystères de l'univers.

## Personnages
Professeur Ichinoseki (一ノ関教授)
Sakane Daiichi (坂根第一)
Mephist (メフィスト（ネオ・ファウスト）)
Takada Mariko (高田まり子)
Inspecteur Takada (高田警部)
Sakane Daizo (坂根第造)
Professeur assistant Yamamoto (山本助教授)
Ishinomaki (石巻)
Directeur de l'université NG (ＮＧ大学理事長)
Maruyama Sen (丸山せん)

## Publication
Neo Faust est la troisième œuvre de Tezuka directement inspirée du mythe du Faust de Goethe, après Faust (ファウスト, Fausuto) publié en 1950 et Les Cent Contes (百物語, Hyakumonogatari) en 1971 dans le Lion Books (en).
Le mangaka avait annoncé la production d'un film d'animation en 1984, mais le projet est abandonné. Il décide alors d'en créer une version manga en trois parties, qui est prépubliée dans le journal Asahi Shinbun en deux parties, la première entre le 1er janvier 1988 et le 11 novembre 1988, la seconde entre le 9 décembre 1988 et le 16 décembre 1988, quelques mois avant sa mort, la maladie le forçant à laisser la seconde partie inachevée et la troisième non réalisée.
Le manga est publié en deux volumes reliés par Kōdansha dans la collection des Œuvres complètes de Tezuka le 10 novembre 1995  (ISBN 978-4-06-175968-8) et le 11 décembre 1995  (ISBN 978-4-06-175969-5), puis en un volume au format bunko le 12 octobre 2011  (ISBN 978-4-06-373870-4).
La version française est publiée en un volume par les Éditions FLBLB le 19 août 2016  (ISBN 978-2-35761-112-2).

## Analyse
François Angelier de France Culture juge qu'Osamu Tezuka, en inscrivant l'action du mythe dans le Japon des années 1960 et 1970, essaye d'analyser la « puissance négative » qui hanterait le monde moderne. Pour Actuabd, « le boom économique, l'inauguration du Shinkansen et des premières autoroutes urbaines, les Jeux olympiques de 1964, puis les révoltes étudiantes de 1968 à 1970 et la guerre du Viêt Nam constituent autant de facteurs d’évolution des personnages et de leur histoire ». Néo Faust constitue « un pont entre la culture européenne et la civilisation japonaise et mérite donc une lecture attentive, même s'il n'est pas achevé. L'absence de fin ne retire rien au plaisir de lire un récit d'une grande richesse, faisant appel au fantastique, à l'histoire, à l'humour et à la réflexion scientifique et philosophique ».